# Panjevac, Aleksandrovac
Panjevac (izvirno srbsko Пањевац) je naselje v Srbiji, ki upravno spada pod Občino Aleksandrovac; slednja pa je del Rasinskega upravnega okraja.

## Demografija
V naselju živi 248 polnoletnih prebivalcev, pri čemer je njihova povprečna starost 47,0 let (44,4 pri moških in 49,7 pri ženskah). Naselje ima 100 gospodinjstev, pri čemer je povprečno število članov na gospodinjstvo 2,92.
|  |

| Demografija | Demografija     | Demografija     |
| Leto        | Št. prebivalcev | Št. prebivalcev |
| ----------- | --------------- | --------------- |
|             |                 |                 |
|             |                 |                 |
|             |                 |                 |
|             |                 |                 |
| 1948        | 604             |                 |
| 1953        | 622             |                 |
| 1961        | 547             |                 |
| 1971        | 507             |                 |
| 1981        | 425             |                 |
| 1991        | 339             | 336             |
| 2002        | 293             | 292             |
|             |                 |                 |

| Etnična sestava po popisu iz leta 2002 | Etnična sestava po popisu iz leta 2002 | Etnična sestava po popisu iz leta 2002 | Etnična sestava po popisu iz leta 2002 | Etnična sestava po popisu iz leta 2002 |
| -------------------------------------- | -------------------------------------- | -------------------------------------- | -------------------------------------- | -------------------------------------- |
| Srbi                                   | Srbi                                   |                                        | 287                                    | 98,28%                                 |
| Črnogorci                              | Črnogorci                              |                                        | 1                                      | 0,34%                                  |
| Neznano                                | Neznano                                |                                        | 3                                      | 1,02%                                  |